# Carnaval nos Estados Unidos

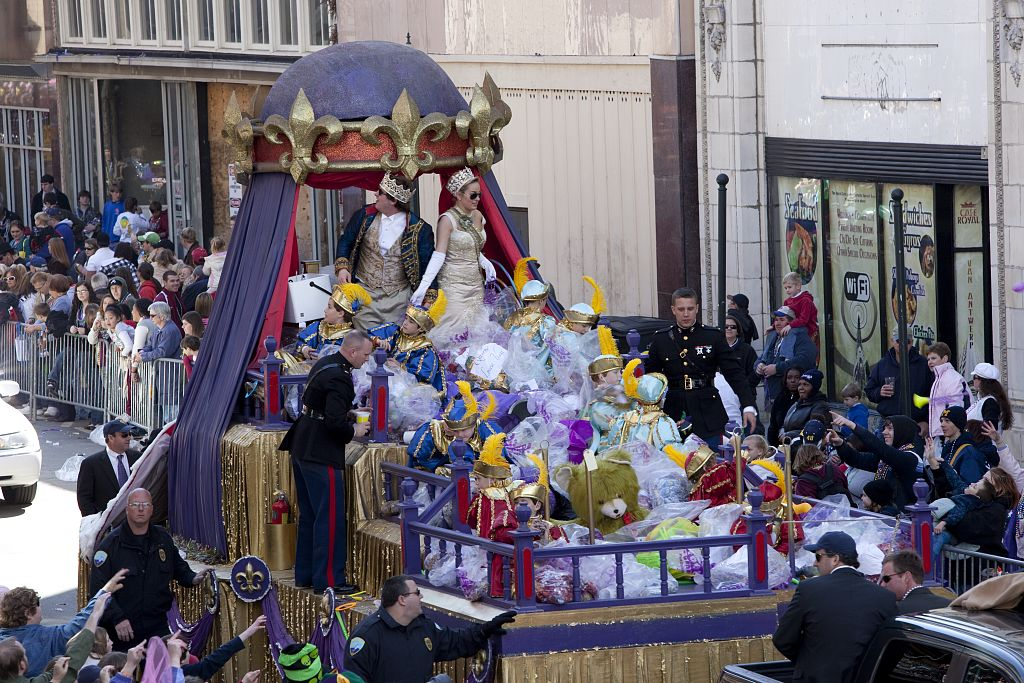
Carro alegórico durante um carnaval em fevereiro de 2010. Mobile, Alabama.

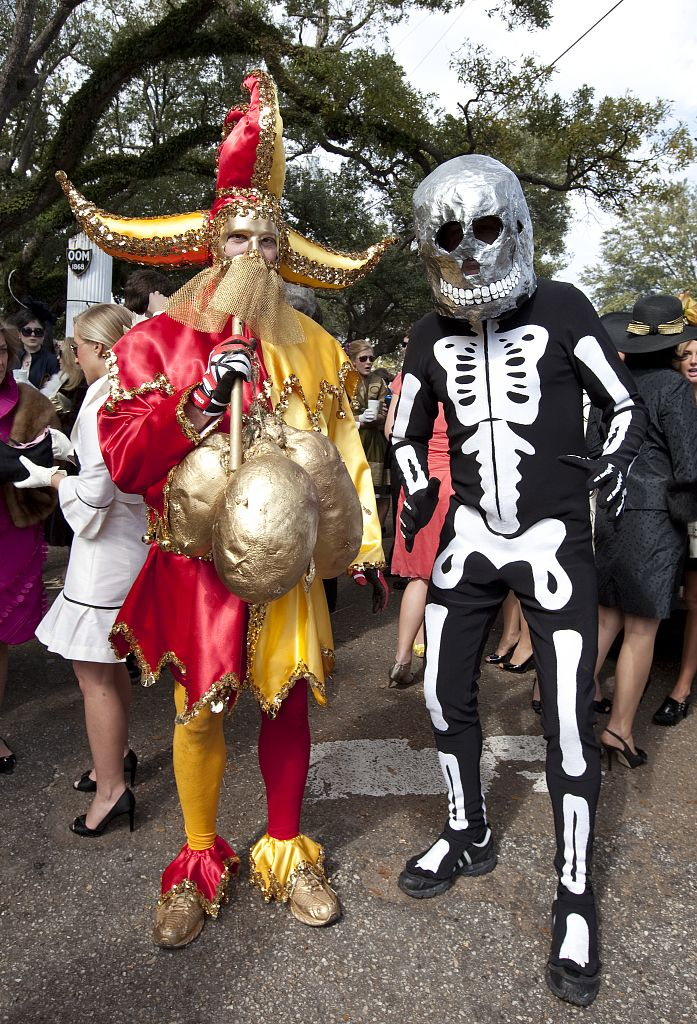
"Folly" e a "Morte"" de Mobile, Alabama's Order of Myths mystic society, uma das mais longas tradições do Mardi Gras daquela cidade.

O Carnaval nos Estados Unidos à primeira vista parece se resumir às celebrações de Mardi Gras da cidade de Nova Orleans, localizada no estado de Louisiana. Mas o Mardi Gras também é celebrado em outras localidades do estado, em estados vizinhos e mesmo do país.
Depois de Nova Orleans, em termos de tamanho, vem o Mardi Gras de Soulard, um bairro central, eclético, boêmio da cidade de St. Louis, Missouri. Depois vem a cidade de Mobile, Alabama, da cidade de Pensacola, Flórida e da cidade de Galveston, Texas.
Mas muitas comunidades menores do estado de Luisiana, localidades ao longo do Golfo do México e do Rio Mississippi, que foram colonizadas principalmente por franceses católicos, também celebram o carnaval. Mas são festejos, correspondentemente, muitíssimo menores e  freqüentemente até somente caseiros.
Mardi Gras, que significa 'Terça-Feira Gorda' em francês (pronunciado 'márdi grá') é o termo geralmente utilizado por                                                        todo o país onde a festa também é chamada de Fat Tuesday (ou 'Terça-Feira Gorda' em inglês). Os termos carnaval (do português)e carnival (do inglês) não são falsos cognatos propriamente dito, mas 'carnival' para a maioria dos norte-americanos tem mais uma conotação de parque de diversão com jogos, algodão doce, tiro-ao-alvo/prêmios, pipoca, etc… e de festas, comparativamente falando, tipo festa de São João ou festa de quermesse (ou de Kerb, como se diz nas zonas coloniais do estado de Santa Catarina e do estado do Rio Grande do Sul, no Brasil). A palavra 'carnival' é usada de vez em quando no lugar de Mardi Gras, mas não muito. No inglês, a palavra 'carnival' se escreve com 'i' em vez de 'a'. A sua pronúncia só muda, essencialmente, pelo fato de que a ênfase na pronúncia é transferida da última letra 'a' para a primeira letra 'a' da palavra, vindo a soar mais ou menos assim: 'cárnaval'. Ao contrário do carnaval brasileiro que adota samba em suas marchinhas de carnaval, o carnaval norte-americano adota músicas de desfiles militares em suas marchinhas de carnaval.

## Long Beach
Cidade esta localizada no sul do estado da Califórnia.

## Nova Orleans
Em Nova Orleans acontece o maior carnaval norte-americano, o Mardi Gras. O termo Mardi Grass, termo que vem francês e significa terça-feira gorda, se iniciou quando negociantes fundaram o clube "The Mystick Krewe of Comus", em 1857, na terça-feira de carnaval, e fizeram um desfile com monumentais carros alegóricos, tendo à frente negros com archotes. Na primeira década deste século formou-se o "Krewe of Rex" que desfilou para o Grão-Duque da Rússia.
Durante o Mardi Grass, mais de 50 agremiações desfilam pelas ruas da cidade, os bares ficam o tempo todo abertos, e são tomados por multidões com os mais exóticos trajes, que bebem e saem as ruas fazendo a maior algazarra nas passagens das agremiações. O ponto de encontro do carnaval negro é a Av. Clair Borne, onde se espalham as mais exóticas tribos, com elaboradas e esquisitas fantasia.
O monarca da festa é o Rei Zulu e há uma mistura de ritmos de origem negra. Os locais dos desfiles são amplamente divulgados pelos jornais. O mais importante se estende da ST. Charles Avenue até Canal Street.
Uma das agremiações mais conhecidas é a Bacchus que se apresenta com gigantescos e originais carros alegóricos. Outra agremiação bastante conhecida é a Endymion.

## Covington,Kentucky
Talvez o Mardi Gras com tons culturais mais 'germânicos' do que qualquer outro no pais devido a marcante presença de pessoas com origens na Europa Central.

## Nova Jersey
Parecido com o carnaval de Nova York, o carnaval de Nova Jersey reúne estandes de outros países latino-americanos, de Portugal, mantendo o espírito da festa num ambiente decididamente multicultural.

## Nova York
O carnaval brasileiro na Cidade de Nova York… Little Brazil, Manhattan, NYC.

## Filadélfia
A Aliança Francesa de Filadélfia (Alliance Francaise de Philadelphie) comemorou seus cento e dois anos de existência em 2006 com muito espírito e celebrações de carnaval.